# Gladstone (Missouri)
Gladstone és una població dels Estats Units a l'estat de Missouri. Segons el cens del 2000 tenia 26.365 habitants.

## Demografia
Segons el cens del 2000, Gladstone tenia 26.365 habitants, 11.484 habitatges, i 7.384 famílies. La densitat de població era de 1.272,4 habitants per km².
Dels 11.484 habitatges en un 25,7% hi vivien nens de menys de 18 anys, en un 51% hi vivien parelles casades, en un 10,3% dones solteres, i en un 35,7% no eren unitats familiars. En el 29,9% dels habitatges hi vivien persones soles el 9,1% de les quals corresponia a persones de 65 anys o més que vivien soles. El nombre mitjà de persones vivint en cada habitatge era de 2,27 i el nombre mitjà de persones que vivien en cada família era de 2,82.
Per edats la població es repartia de la següent manera: un 21% tenia menys de 18 anys, un 8,6% entre 18 i 24, un 28,2% entre 25 i 44, un 26,4% de 45 a 60 i un 15,9% 65 anys o més.
L'edat mediana era de 40 anys. Per cada 100 dones de 18 o més anys hi havia 89,3 homes.
La renda mediana per habitatge era de 46.333 $ i la renda mediana per família de 55.128 $. Els homes tenien una renda mediana de 40.114 $ mentre que les dones 27.429 $. La renda per capita de la població era de 25.105 $. Entorn del 3,1% de les famílies i el 4,7% de la població estaven per davall del llindar de pobresa.

## Poblacions més properes
El següent diagrama mostra les poblacions més properes.